# 1814.
◄ | 18. stoljeće | 19. stoljeće | 20. stoljeće | ►
◄ | 1780-ih | 1790-ih | 1800-ih | 1810-ih | 1820-ih | 1830-ih | 1840-ih | ►
◄◄ | ◄ | 1811. | 1812. | 1813. | 1814. | 1815. | 1816. | 1817. | ► | ►►
Arhitektura • Astronomija • Biologija • Glazba • Kazalište • Kemija • Kiparstvo • Knjige • Književnost • Kršćanstvo • Meteorologija • Medicina • Politika • Pravo • Promet • Slikarstvo • Šport • Znanost

## Događaji
- Englez George Stephenson konstruirao prvu parnu lokomotivu.
- 1. rujna – Započeo Bečki kongres.

## Rođenja
- 17. travnja – Heinrich August Rudolf Grisebach, njemački botaničar († 1879.)
- 11. kolovoza – Ivan Mažuranić, hrvatski pjesnik, jezikoslovac i političar († 1890.)
- 14. kolovoza – Adolph Tidemand, norveški slikar († 1876.)
- 15. listopada – Mihail Jurjevič Ljermontov, ruski pjesnik († 1841.)

## Smrti
- 31. ožujka – Džono Rastić, hrvatski pjesnik (* 1755.)

## Vanjske poveznice
|  | Zajednički poslužitelj ima još gradiva o temi 1814. |